# Amietophrynus blanfordii
Amietophrynus blanfordii là một loài cóc thuộc họ Bufonidae.
Loài này có ở Djibouti, Eritrea, Ethiopia, và Somalia.
Môi trường sống tự nhiên của chúng là xavan khô, vùng cây bụi khô khu vực nhiệt đới hoặc cận nhiệt đới, đồng cỏ khô nhiệt đới hoặc cận nhiệt đới vùng đất thấp, đầm nước ngọt, vùng nhiều đá, và sa mạc nóng.
Chúng hiện đang bị đe dọa vì mất nơi sống.